# کارین مورودر
کارین مورودر (انگلیسی: Karin Moroder; ۳۰ نوامبر ۱۹۷۴ – ) از برندگان مدال‌های بازی‌های المپیک زمستانی و اسکی‌باز صحرانوردی اهل ایتالیا بود.